# Asma al-Ghul
Asma al-Ghul (también Al Ghoul o  Alghoul) (Rafah, Franja de Gaza; 1982) es una activista, periodista, feminista secular palestina, que escribe para el diario de la ciudad de Ramallah (Al-Ayyam), realizando fundamentalmente crónicas acerca de lo que ella denomina “la corrupción de Fatah y el terrorismo de Hamas.” Al-Ayyam es, a veces, prohibida en Gaza por Hamás. Al-Ghul es descrita por el New York Times como una "conocida por su postura desafiante contra las violaciones de los derechos civiles en Gaza."

## Biografía
Al-Ghul es natural de Rafah, una ciudad de Gaza fronteriza con Egipto con una población principalmente compuesta por refugiados palestinos. En 2003, se casó con un poeta egipcio, y se trasladaron a Abu Dabi. Se divorciaron más tarde, y ella regresó a Gaza con su hijo. En 2006, al-Ghul renunció a vestir el hiyab (pañuelo islámico que cubre cabeza y pecho).
En 2009 al-Ghul declaró haber sido detenida e interrogada por Hamás después de pasear en una playa pública cerca del campo de refugiados Al Shati, en Gaza, con un grupo mixto (en género) de amigos, mientras usaban pantalones vaqueros y camisas sin pañuelo en la cabeza, y riendo. La Associated Press dijo que era la primera vez, desde que llegó al poder en 2007, que Hamás ha tratado de castigar a una mujer por comportarse de una manera vista como antiislámica. Al-Ghul afirmó que sus amigos varones habrían sido detenidos posteriormente por varias horas, golpeados y luego obligados a firmar declaraciones diciendo que no volverían a "violar las normas morales públicas". Hamás ha negado que el incidente tuviera lugar.
En febrero de 2011, al-Ghul fue golpeada mientras cubría una manifestación, que expresaba solidaridad entre palestinos y egipcios.
En marzo de 2011, al-Ghul y otras siete periodistas palestinas fueron golpeadas y torturadas por las fuerzas de seguridad de Hamás, al tratar de cubrir las manifestaciones que pedían a esta organización buscar una reconciliación pacífica con Fattah. Más tarde, el gobierno de Hamás se disculpó por algunos de los ataques y prometió iniciar una investigación.
A los 18 años, al-Ghul ganó el premio de Literatura Juvenil palestina. En 2010 recibió el Galardón Hellman/Hammett de Human Rights Watch, destinado a ayudar y premiar a escritores "que se atreven a expresar ideas que critican la política pública oficial o a gente en el poder." Su obra ha sido traducida al inglés, danés y coreano.
En 2012, al-Ghul fue galardonada con el Premio al Valor en el Periodismo por la International Women's Media Foundation. Trabaja para la Fundación del Líbano Samir Kassir, que aboga por la libertad de los medios.
El 3 de agosto de 2014, al menos nueve miembros de su familia murieron en un ataque aéreo israelí, en Rafah, al sur de la Franja de Gaza. En un ensayo titulado Nunca al-Ghul relata sus experiencias después de conocer la muerte de su familia.
En 2016, la editorial francesa Calmann-Lévy publicó su autobiografía, L'insoumise de Gaza, coescrita con el periodista francolibanés Sélim Nassib.